# Gózd (gromada w powiecie radomskim)
Gózd – dawna gromada, czyli najmniejsza jednostka podziału terytorialnego Polskiej Rzeczypospolitej Ludowej w latach 1954–1972.
Gromady, z gromadzkimi radami narodowymi (GRN) jako organami władzy najniższego stopnia na wsi, funkcjonowały od reformy reorganizującej administrację wiejską przeprowadzonej jesienią 1954 do momentu ich zniesienia z dniem 1 stycznia 1973, tym samym wypierając organizację gminną w latach 1954–1972.
Gromadę Gózd siedzibą GRN w Goździe utworzono – jako jedną z 8759 gromad na obszarze Polski – w powiecie radomskim w woj. kieleckim, na mocy uchwały nr 13i/54 WRN w Kielcach z dnia 29 września 1954. W skład jednostki weszły obszary dotychczasowych gromad Gózd, Drożanki, Karszówka, Lipiny, Piskornica i Podgóra ze zniesionej gminy Kuczki w tymże powiecie. Dla gromady ustalono 20 członków gromadzkiej rady narodowej.
31 grudnia 1959 do gromady Gózd przyłączono obszar zniesionej gromady Kuczki.
Gromada przetrwała do końca 1972 roku, czyli do kolejnej reformy gminnej. 1 stycznia 1973 utworzono gminę Gózd.
Uwaga: W latach 1954–55 w powiecie radomskim istniały dwie gromady o nazwie Gózd. Druga gromada o tej nazwie weszła 1 stycznia 1956 w skład nowo utworzonego powiatu białobrzeskiego, przez co prawdopodobieństwo pomyłki się zmniejszyło; ponadto zmieniła ona nazwę na Stary Gózd z końcem 1964 roku.